# مالاندرا باروز
مالاندرا باروز (زادهٔ ۴ نوامبر ۱۹۶۵) یک هنرپیشه و خواننده انگلیسی است.
نام کوچک باروز، مالاندرا، نمادی از نام‌های والدینش، مال کولم و اس اندرا است. مادرش در سنین پایین او را تشویق کرد که رقصیدن را شروع کند.